# (38851) 2000 SM69
2000 SM69 (asteroide 38851) é um asteroide da cintura principal. Possui uma excentricidade de 0.02093910 e uma inclinação de 4.21218º.
Este asteroide foi descoberto no dia 24 de setembro de 2000 por LINEAR em Socorro.